# Jasper Francis Cropsey

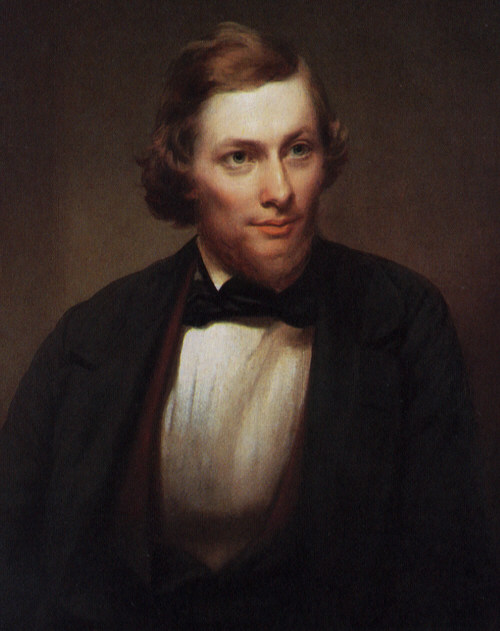
Jasper Francis Cropsey, porträtiert von Edward L. Mooney

Jasper Francis Cropsey (* 18. Februar 1823 in Rossville, auf Staten Island bei New York City; † 23. April 1900) war ein US-amerikanischer Maler und Architekt.

## Leben und Werk
Jasper Francis Cropsey, der als ältester von acht Kindern bäuerlicher Eltern ab dem Alter von 14 Jahren eine Ausbildung zum Architekten genoss, bildete sich zunächst selbst in der Malerei, lernte dann ab 1843 an der National Academy of Design. Zu seinen Lehrern zählte Edward Maury, eine freundschaftliche Verbindung pflegte er zum Philosophen Henry Philip Tappan, der 1852–1863 Präsident der University of Michigan war. Auf Tappans Einladung reiste er 1855 nach Ann Arbor und schuf zwei Gemälde, eines vom Detroit Observatory und eines des Universitätsgeländes. 1845 wurde er korrespondierendes und 1851 gewähltes Mitglied dieser Akademie. Er unternahm Reisen nach Europa, unter anderem durch Frankreich, Italien (Rom 1847–1849) und die Schweiz. Ab 1856 lebte er für sieben Jahre in London. Dort wurde ihm die Unterstützung des Kunstkritikers John Ruskin zuteil und er hatte 1861 eine persönliche Begegnung mit Königin Victoria. Nach seiner Rückkehr in die Vereinigten Staaten eröffnete Cropsey ein Studio in New York und widmete sich fortan der Landschaftsmalerei, wobei er eine besondere Neigung für herbstliche Landschaften entwickelte. Jasper Francis Cropsey wurde einer der bedeutendsten Vertreter der Hudson River School. 1893 erlitt er einen Hirnschlag und geriet danach als Aquarellist zunehmend in Vergessenheit. Sein Werk wurde in den USA ab den 1960er-Jahren neu entdeckt.
Sein ehemaliges Heim und Studio, Ever Rest in Hastings-on-Hudson im Westchester County, enthält einen großen Teil des Werks von Cropsey und dient heute als Museum. Weitere Werke finden sich unter anderem in der National Gallery of Art, dem Metropolitan Museum of Art oder dem Los Angeles County Museum of Art.

## Galerie

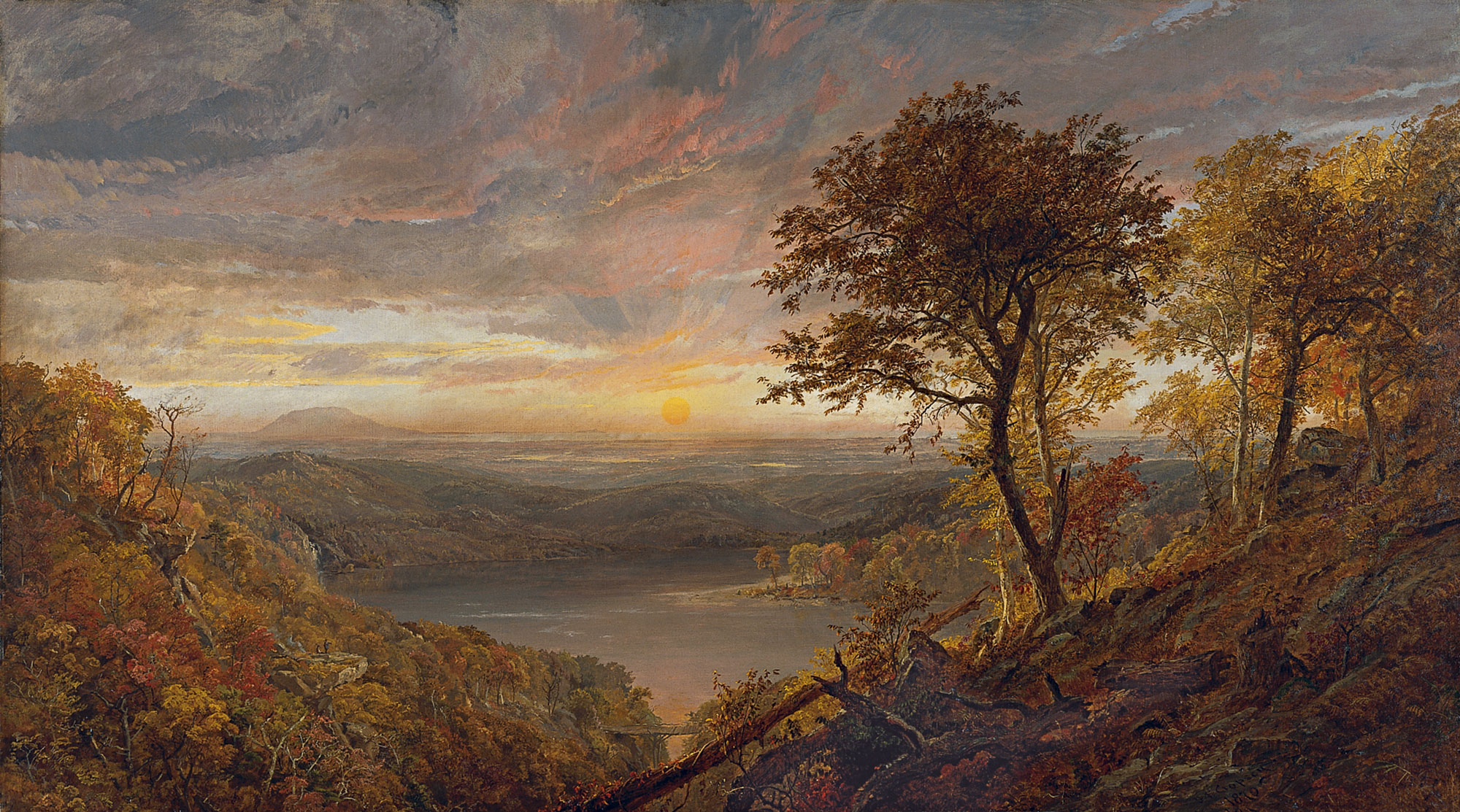
Greenwood Lake, 1870
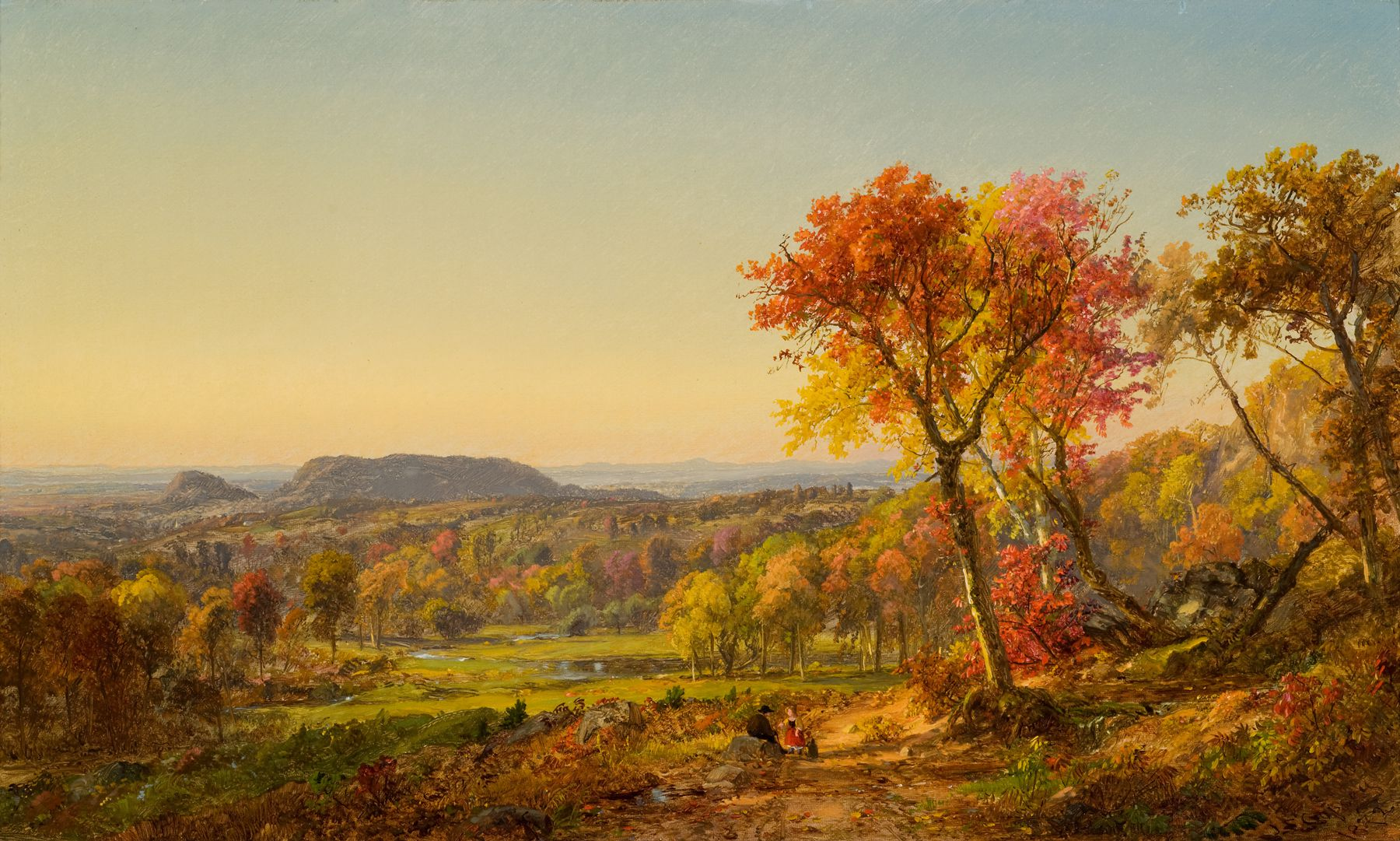
Mounts Adam and Eve, 1872
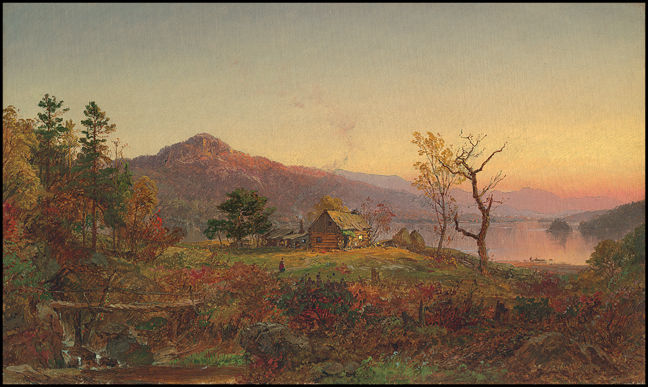
Fisherman's House, Greenwood Lake, 1877
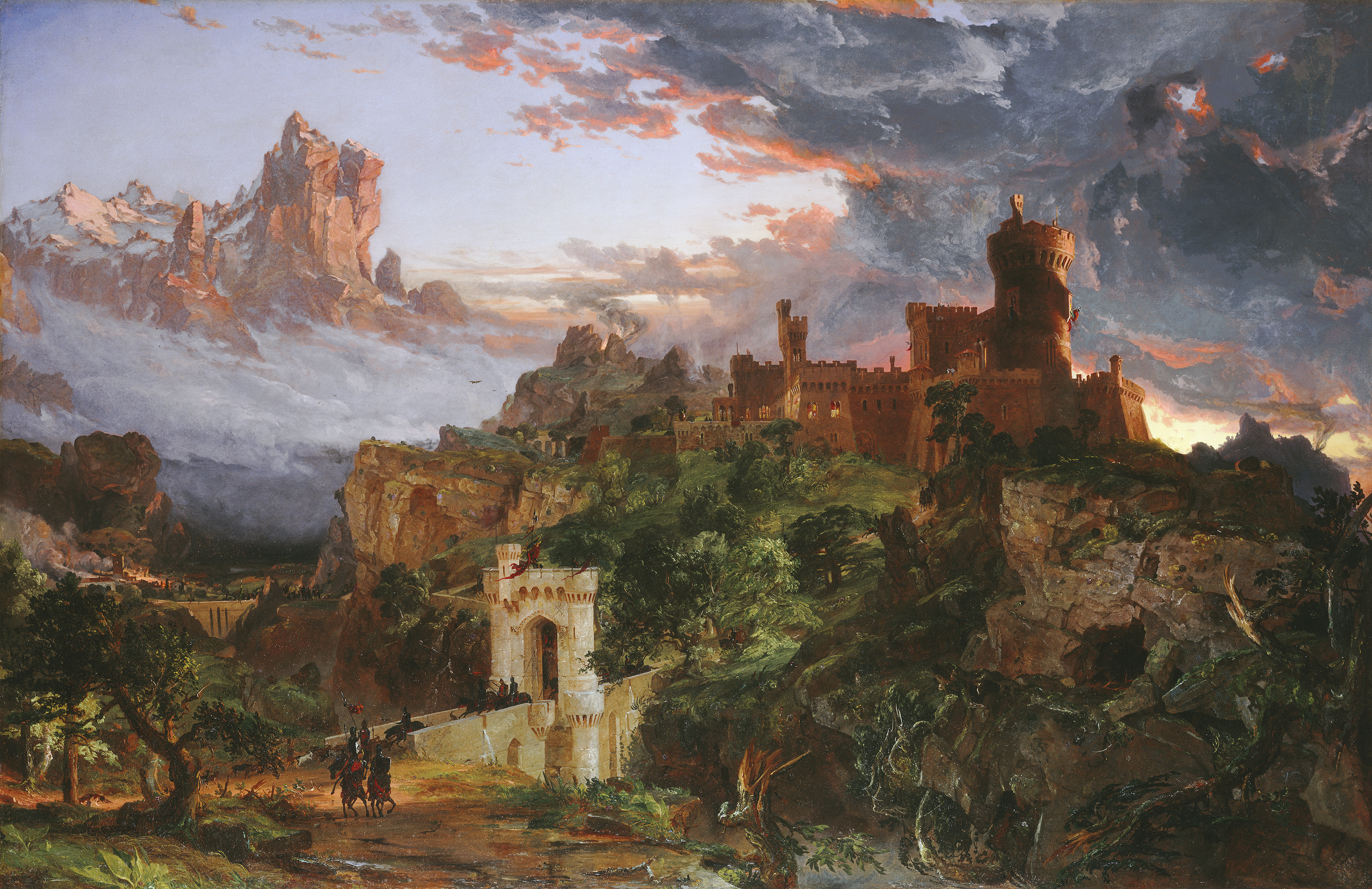
The Spirit of War, 1851